# Taxillus recurvus
Taxillus recurvus är en tvåhjärtbladig växtart som beskrevs av Van Tiegh.. Taxillus recurvus ingår i släktet Taxillus och familjen Loranthaceae. Inga underarter finns listade i Catalogue of Life.